# 和田河原駅
和田河原駅（わだがはらえき）は、神奈川県南足柄市和田河原にある伊豆箱根鉄道大雄山線の駅。駅番号はID10。

## 歴史
- 1925年（大正14年）10月15日：開業。
- 1992年（平成4年）3月25日：改築した新駅舎の供用を開始。
- 2024年（令和6年）11月18日：小田原紙器工業との副駅名権スポンサー契約にともない、副駅名を導入予定[2]。

## 駅構造

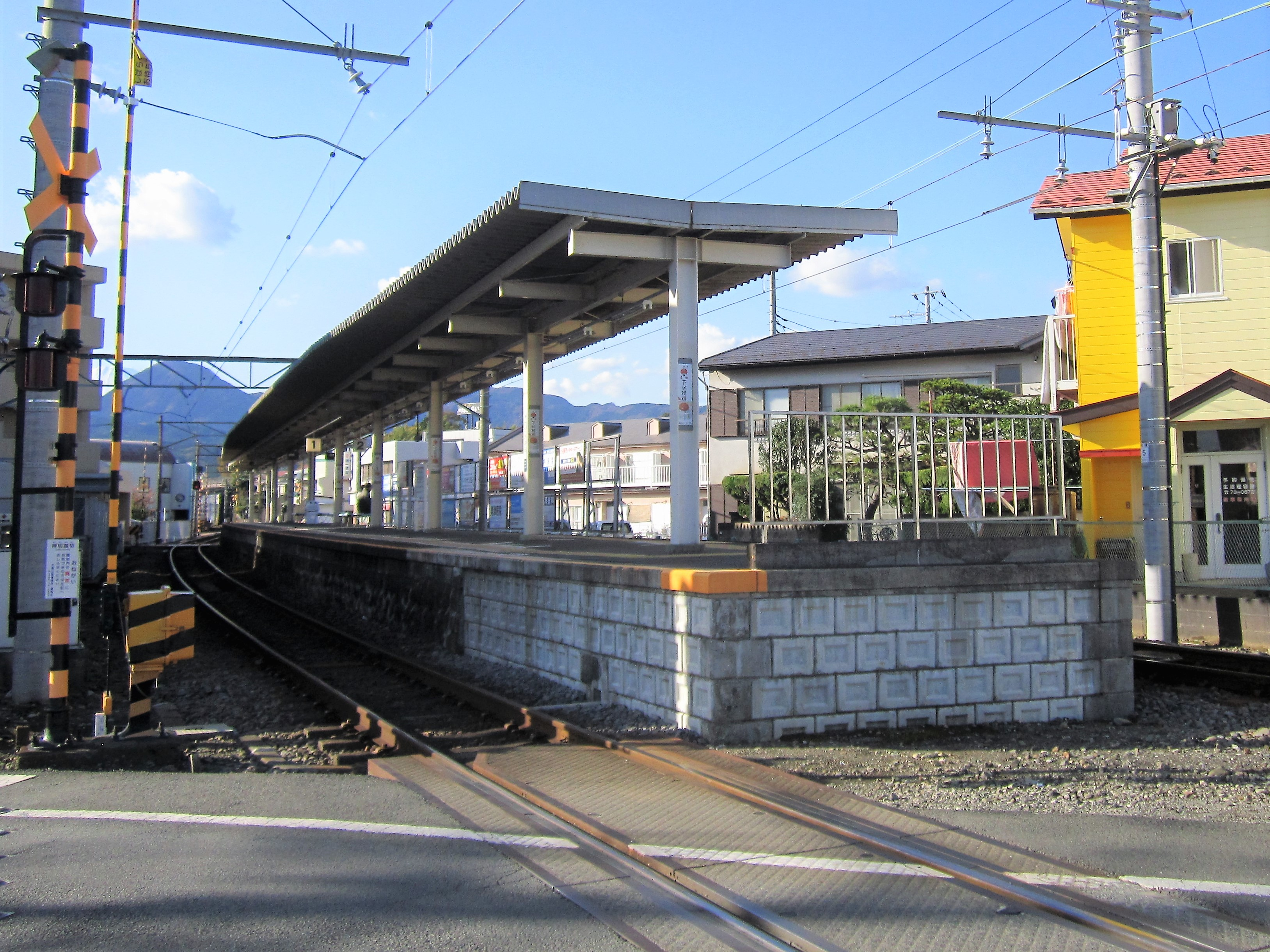
ホーム（2019年11月）

島式ホーム1面2線を有する地上駅。南側に駅本屋があり、のりばは本屋側から1番線、2番線となっている。ホームの富士フイルム方から階段とスロープが降りており、ここから駅本屋へ構内踏切が伸びている。また、構内駅本屋の塚原方には伊豆箱根鉄道和田河原変電所が設置されている。
1992年に供用を開始した駅本屋は、マンションを併設し、テナントも入居する鉄筋コンクリート造り4階建ての建物で、五百羅漢駅のものによく似たデザインとなっている。この建物の一角に待合所と駅事務室が設けられ、自動券売機と簡易PASMO改札機が設置されているほか、定期券などを販売する窓口も設置されている。
運行時間帯は終日社員が配置される直営駅である。

### のりば
| のりば | 路線     | 行先       |
| ------ | -------- | ---------- |
| 1      | 大雄山線 | 大雄山方面 |
| 2      | 大雄山線 | 小田原方面 |

## 利用状況
各年度の1日平均乗車人員は下表の通り。
| 乗車人員推移       | 乗車人員推移     | 乗車人員推移 |
| 年度               | 1日平均 乗車人員 | 出典         |
| ------------------ | ---------------- | ------------ |
| 1998年（平成10年） | 1,918            | [ * 1 ]      |
| 1999年（平成11年） | 1,916            | [ * 2 ]      |
| 2000年（平成12年） | 1,908            | [ * 3 ]      |
| 2001年（平成13年） | 1,936            | [ * 3 ]      |
| 2002年（平成14年） | 1,914            | [ * 4 ]      |
| 2003年（平成15年） | 1,970            | [ * 5 ]      |
| 2004年（平成16年） | 1,967            | [ * 6 ]      |
| 2005年（平成17年） | 1,970            | [ * 7 ]      |
| 2006年（平成18年） | 1,843            | [ * 8 ]      |
| 2007年（平成19年） | 1,812            | [ * 9 ]      |
| 2008年（平成20年） | 1,770            | [ * 10 ]     |
| 2009年（平成21年） | 1,661            | [ * 11 ]     |
| 2010年（平成22年） | 1,643            | [ * 12 ]     |
| 2011年（平成23年） | 1,644            | [ * 13 ]     |
| 2012年（平成24年） | 1,647            | [ * 14 ]     |
| 2013年（平成25年） | 1,680            | [ * 15 ]     |
| 2014年（平成26年） | 1,631            | [ * 16 ]     |
| 2015年（平成27年） | 1,612            | [ * 17 ]     |
| 2016年（平成28年） | 1,584            | [ * 18 ]     |
| 2017年（平成29年） | 1,600            | [ * 19 ]     |
| 2018年（平成30年） | 1,616            | [ * 20 ]     |
| 2019年（令和元年） | 1,552            | [ * 21 ]     |

## 駅周辺
駅前広場が整備され、バスターミナルがある。公共施設は和田河原駅前郵便局と南足柄市体育センターが近い。駅の南西や北東に富士フイルムやその関連企業の工場などが多く立地するが、来客者の受付を行う正門へは、隣の富士フイルム前駅ではなく当駅が最も至近である。なお、駅周辺には古くからの民家が多く、その中に商店などが点在する。
- さがみ信用金庫南足柄支店
- JAかながわ西湘和田河原支店
- ディスペンパックジャパン本社

### バス路線
駅前に和田河原駅バス停があり、箱根登山バスが下記へ向かう路線を運行している。いずれも運行本数は少ない。
箱根登山バス
- 開成駅行（土曜・休日は1本のみ）
- 五反田経由新松田駅行（土曜は1本のみ、休日は運休）
- 竹松坂下経由関本（大雄山駅）行（平日2本のみ）
- 富士フイルム経由関本（大雄山駅）行（土曜・休日は1本のみ）

かつては富士急湘南バスが新松田駅や栢山駅などを結ぶ路線を運行していたが廃止された。

## 隣の駅
伊豆箱根鉄道
 大雄山線
塚原駅 (ID09) - 和田河原駅 (ID10) - 富士フイルム前駅 (ID11)